# Nokia 3230
O Nokia 3230 é um telefone Symbian Série 60 anunciado em 2 de novembro de 2004. Foi anunciado como o primeiro telefone da Série 60 voltado para o mercado de massa, em vez dos dispositivos mais sofisticados da Série 60, com um custo relativamente baixo de 350 euros quando lançado no primeiro trimestre de 2005. Este telefone foi projetado como um substituto para dois telefones Nokia anteriores voltados para jovens - o smartphone Nokia 3660 Série 60 e o telefone com recursos Nokia 3220. Nenhuma variante deste telefone foi lançada para o mercado dos Estados Unidos.
Ele roda no Series 60 2nd Edition Feature Pack 1 (versão 2.1), baseado no Symbian OS 7.0s. Possui vários jogos (incluindo jogos multijogador Bluetooth), uma câmera de 1,23 megapixels, Nokia Lifeblog, um RS-MMC de 32 MB para armazenar imagens e aplicativos extras, Push to Talk, uma tela de 176×208 pixels e 65.536 cores, mensagens multimídia, e RealPlayer.
O Nokia 3230 é um dos primeiros com Push to Talk over Cellular (PoC), um método de comunicação estilo Walkie-talkie, e também Visual Radio, que aprimora um receptor de rádio normal com informações extras sobre artistas e músicas transmitidas por GPRS.
Para transferência de dados, o telefone pode usar EDGE para upload de até 35,2 kbit/s e download de até 178,6 kbit/s, e é um GPRS multislot classe 10, até 80 kbit/s.

## Problemas
Tem sido relatado frequentemente que poeira fina entra no espaço entre a tela LCD e a tampa plástica transparente. A poeira pode ser removida manualmente abrindo a caixa de plástico.
Assim como acontece com muitos telefones desse tipo, a duração da bateria não é tanta quanto você esperaria em modelos de telefones mais antigos. Menos de 2 dias é o normal, enquanto os telefones mais antigos de 'tela mono' geralmente conseguem passar uma semana entre as recargas.
Os usuários também relataram que antes do toque da chamada, o 3230 emitia um "bipe" alto, sem como desligá-lo ou controlar o volume. O dispositivo emite um sinal sonoro mesmo no modo silencioso. Esse problema era mais comum nos primeiros modelos do telefone.
Outros usuários relataram tempos de resposta lentos para a câmera, blecautes repentinos da tela e reinicializações aleatórias.